# Brand X
Brand X – brytyjski zespół wykonujący muzykę z gatunku jazz i fusion (wyłącznie instrumentalną). Aktywny w latach 1975–1980 i 1992–1999. Reaktywowany ponownie w 2016. Przez lata występował w często zmieniającym się składzie, we wszystkich wcieleniach występowali John Goodsall i Percy Jones. 
W nagraniu pierwszego albumu Unorthodox Behaviour wziął udział Phil Collins, który okazjonalnie współpracował jeszcze z formacją w latach 1977–1979.

## Muzycy

### Aktualni członkowie
- Percy Jones - bas  (1975–1980, 1992–1999, 2016–)
- Kenwood Dennard - perkusja, perkusja  (1977, 1977–1978, 2016–)
- Chris Clark - klawisze  (2016–)
- Scott Weinberger - perkusja (2016–)

### Byli członkowie
- John Goodsall - gitary, syntezator (1975–1980, 1992–1999, 2016–2021)
- Mick Stevens – bas (1999–2003)
- Robin Lumley – klawisze, syntezatory, wokale (1975–1978, 1979–1980)
- Pete Bonas – gitary (1975)
- John Dillon – perkusja (1975)
- Phil Spinelli – perkusja (1975)
- Phil Collins – perkusja, wokale (1975–1977, 1977, 1979)
- Morris Pert – perkusja (1976–1979, zmarł w 2010 roku)
- J. Peter Robinson – klawisze (1978–1980)
- Chuck Burgi – perkusja, perkusja (1978–1979)
- John Giblin – bas (1979–1980)
- Mike Clark – perkusja (1979, 1979–1980)
- Frank Katz – perkusja, perkusja, syntezatory, wokale (1992–1997)
- Frank Pusch – bas, klawiatury, perkusja (1996–1999)
- Marc Wagnon – bas, syntezator, perkusja (1996–1999)
- Danny Wilding – flet (1996–1999)
- Pierre Moerlen – perkusja (1997–1999, zmarł w 2005)
- Kris Sjobring – klawisze (1997–1999)

## Dyskografia

### Albumy studyjne
- 1976 Unorthodox Behaviour - US No. 191
- 1977 Moroccan Roll - UK #37
- 1978 Masques
- 1979 Product - US No. 165
- 1980 Do They Hurt? - US No. 204
- 1982 Is There Anything About? UK #93
- 1992 X-Communication
- 1997 Manifest Destiny

### Albumy koncertowe
- 1977 Livestock
- 1996 Live at the Roxy L.A.
- 2000 Timeline
- 2017 But Wait... There's More! - LIVE 2017